# Kurt Schneider (psychiatra)
Kurt Schneider (ur. 7 lutego 1887 w Crailsheim, zm. 27 października 1967 w Heidelbergu) – niemiecki lekarz psychiatra, profesor Uniwersytetu w Heidelbergu.

## Życiorys
Syn Paula Alexandra von Schneidera (1855–1918), prezesa Sądu Okręgowego w Ulm, i Julie Mathilde Theodory Weitbrecht (1860–1938). Miał dwie siostry, Hilde (1883-1973) zameżną Gaupp, i Gertrud (1884-1954), zameżną Weitbrecht.
Uczęszczał do gimnazjów w Ulm, Heilbronn i Stuttgarcie. Studiował medycynę na Uniwersytecie Fryderyka Wilhelma w Berlinie i Uniwersytecie Eberharda Karola w Tybindze. Pracę doktorską napisaną pod kierunkiem Roberta Gauppa obronił cum laude w 1912 roku. Walczył na froncie wschodnim podczas I wojny światowej. W 1919 habilitował się u Gustava Aschaffenburga. W 1931 został dyrektorem Klinicznego Instytutu Psychiatrycznego w Monachium. Podczas II wojny był lekarzem wojskowym, stacjonował m.in. w Tartu. W 1945 mianowany profesorem psychiatrii Uniwersytetu w Heidelbergu, w 1946 został dziekanem wydziału medycznego uczelni, w roku 1951/1952 pełnił funkcję rektora. W 1955 przeszedł na emeryturę. Był doktorem honoris causa prawa (1957) i teologii (1967) Uniwersytetu w Heidelbergu, w 1966 przyznano mu Złoty Medal Kraepelina.
Żonaty z Hedwig Marią (Heidi) von Recklinghausen (1906-1998), mieli dwie córki.

## Dorobek naukowy
Głównym dziełem Schneidera jest podręcznik psychopatologii klinicznej (Klinische Psychopathologie), którego 15. wydanie ukazało się w 2007 roku.
Wyróżnił tzw. objawy pierwszo- i drugorzędowe schizofrenii (klasyfikacja Schneidera).

## Wybrane prace
- Über einige klinisch-psychologische Untersuchungsmethoden und ihre Ergebnisse. Zugleich ein Beitrag zur Psychopathologie der Korsakowschen Psychose. Berlin: Springer, 1912
- Die Schichtung des emotionalen Lebens und der Aufbau der Depressionszustände[3]. 1920
- Pathopsychologische Beiträge zur psychologischen Phänomenologie von Liebe und Mitfühlen.[4] 1921
- Die psychopathischen Persönlichkeiten. W: Gustav Aschaffenburg (Hrsg.): Handbuch der Psychiatrie. Spezieller Teil, 7. Abt., 1. Teil. Leipzig: Deuticke, 1923
- Der triebhafte und der bewußte Mensch. Jahrbuch der Charakterologie 1 (1), s. 345-351, 1924
- Die Psychiatrie und die Fakultäten. Berlin: Springer, 1947
- Beiträge zur Psychiatrie. Wiesbaden: Thieme, 1946
- Klinische Psychopathologie. Stuttgart: Thieme, 1950
- Gedichte. Privatdruck, Heidelberg 1950
- Psychiatrie heute. Stuttgart: Thieme, 1952
- Die Beurteilung der Zurechnungsfähigkeit. Ein Vortrag. Stuttgart: Thieme, 1953